# Aulorchis
Aulorchis is een geslacht van zeeanemonen uit de klasse van de Anthozoa (bloemdieren).

## Soort
- Aulorchis paradoxa Hertwig, 1888